# 전문대학원
전문대학원은 전문 능력을 지닌 전문가 즉 전문 직업인을 육성하는 대학원을 의미한다. '일반 대학원'은 연구과 조사를 통해 학술적인 학자를 양성하는 과정이라면, '전문대학원'은 연구된 학술 분야를 실제로 적용하고, 활용하는 전문가를 육성하는 대학원이다.

## 해외의 전문대학원
전문대학원은 전문직 교육학교, '전문직 학교'에서 비롯되었었다. 가장 오래 된 전문직 학교는 '신학교', 즉 현대의 신학대학원으로 4세기부터 설립되었고, 근대적 신학대학원 체계는 16세기부터 시작했다. 유럽에서는 행정관이나 법관을 기르는 학교인 '법학교'와 의사를 육성하는 '의학교'가 등장하였고, 이 교육기관들은 유럽 대학의 학과가 되거나 종합 대학교를 세우는 기반이 되었다.
영국을 위시한 유럽국가의 미주 지역 이주 당시에도 전문가들을 육성하기 위해서 전문직 학교를 중점적으로 세웠고, 그 중 현재에 유명한 미국의 사립대학은 전문직 학교를 세우고 여기에 입학하기 위한 준비 과정을 제공되면서 그 기반을 다졌다. 전문직 학교는 학부 즉 학사 학력 이상이 수료하는 과정인 석사 수준의 과정으로 변화하였고, 현재 영어권에서는 대학교의 대학원(Graduate School)이 아닌데, '0000 학교'(School of 0000 또는 0000 School)의 명칭을 사용하는 부서는 전문직 교육을 위한 '전문대학원'이다.

### 전문대학원 종류
대한민국 전문대학원에 영향을 끼친 학제인 미국의 전문대학원을 기준으로 하면, 미국의 전문대학원 제도는 전통적 전문가인 기독교 성직자인 목사나 신부, 의사, 변호사를 양성하는 신학대학원(School of Theology 또는 Divinity School) , 의학대학원(Medical School), 법학대학원(Law School)을 통해 전문가를 육성해 오고 있다, 20세기에 와서 전문 경영관리인을 양성하는 경영대학원(Business School)이 추가되면서, 근래에서는 다양한 직무의 전문가를 양성하는 전문대학원들이 등장하였다.

### 전문대학원 학위
미국 전문대학원을 기준으로 할 때 학위는 석사 학위 수준의 학력으로 인정되지만, 명칭은 다양하다. 신학대학원은 3년 과정으로 '목회학석사'(M.Div.)를 받으며, 법학대학원은 3년 과정으로 대한민국의 법학 전문석사(JD) 학위를 '법무박사'(J.D.)로 칭하며, 의학대학원은 4년 과정으로 대한민국의 의무석사(MD)와 동일한 학위를 '의무(醫務)박사'(M.D) 학위로 부른다. 경영대학원은 2년 과정으로 '경영학석사'(M.B.A.)를 받는다.
모두 석사 학위 수준으로 구분되지만, '신학대학원'과 '경영대학원'은 석사 학위 명칭을 가졌고, '법학대학원'과 '의학대학원'은 박사학위 명칭으로 부른다. 위의 전문대학원 이외에서는 석사학위에 해당하는 전문직 석사 학위를 부여한다.
이 모든 학위 과정은 전문직 훈련 과정으로 학술연구 과정인 일반 대학원 과정과 구분된다. 학술 연구분야인 철학박사(Ph.D.) 학위를 받는 일반 대학원 과정의 석사학위자가 진학하는 박사학위를 철학박사(Ph.D.) 또는 해당분야의 박사로 흔히 구분하며, 전문대학원에서 받은 '법무박사'와 '의무박사'는 석사수준의 학위로 실무에서나 학술적으로나 구분한다.

## 대한민국의 전문대학원
대한민국의 경우 과거 해당 분야의 지속 교육에 중점을 두었던 특수대학원과 학술 연구 중심의 일반 대학원만이 있던 시기를 지나 전문 직종을 위한 전문가 육성 대학원 전문대학원이 등장하였다.

### 연혁
국내에서 실제적으로 전문대학원 방식을 최초로 도입한 곳은 1980년대 개신교의 신학대학원이다. 개신교회 교단들의 신학대학에서 신학 학사 과정의 4년제 목사 육성훈련 학제를 학부 4년과 전문대학원인 신학대학원 3년 과정을 포함하는 총 7년의 학제로 목사 육성안을 마련하고, 목사 자격으로 목회학석사를 취득하는 미국의 전문대학원인 신학대학원 학제로 도입하였다. 당시 신학대학원은 일반 대학들이 설립하였던 특수대학원과 달리 전문자격자를 육성하는 전문대학원으로 대한민국에서 유일하게 운영되었으나, 개신교의 종교 지도자 육성이 목적이었으므로, 정부기관인 교육부는 신학대학원을 위한 전문대학원 법규를 추가로 입안하지 않았다. 교육부는 특수대학원의 단순 발전 형태의 3년제 학제로 신학대학원의 학위를 관리하였다.
교육부 법규에 따른 학제의 전문대학원은 국가 공인 의사 면허와 변호사 자격을 위한 전문대학원 설립이었고, 이를 위해 1996년 법안을 입안하여, 석사학위를 받는 과정으로, 2004년에 의학전문대학원, 2009년에 법학전문대학원이 설립되었다. 이후 확대 방안에 따라 교육부 전문대학원 법규 학제의 경영전문대학원과 신학전문대학원이 설립되었고, 그 종류는 점차 늘어나는 추세이다. 서울대학교는 11개의 전문대학원 과정을 제공하며, 타 대학들도 기존의 전문대학원인 의학대학원이나 법학대학원만이 아니라 특수대학원을 폐지하고 전문대학원을 설립하는 추세이다.

### 전문대학원 종류
국내에서도 전문가 육성을 위한 전문대학원을 기준으로 한다면, 개신교 목사를 육성하는 3년 과정의 신학전문대학원, 변호사와 법조인을 양성하는 3년 과정의 법학전문대학원, 의사를 위한 4년 과정의 의학전문대학원, 치의학대학원, 한의학대학원, 경영인을 위한 2년 과정의 경영전문대학원, 국제업무 전문가를 양성하는 국제대학원(국제전문대학원)이 주를 이루고 철강, 보건, 행정, 교육. 금융, 물류, 디자인, 건축 등의 전문가를 육성하는 전문대학원들이 있다.
전문대학원이 제공하는 학위는 전문 직종에 따라 다르지만, 신학대학원은 목회학 석사, 법학대학원은 법무석사, 의학대학원은 의무석사, 경영대학원은 경영학석사를 제공한다.

## 같이 보기
- 대학원
- 특수대학원